# Mühlheim (schlesisches Adelsgeschlecht)

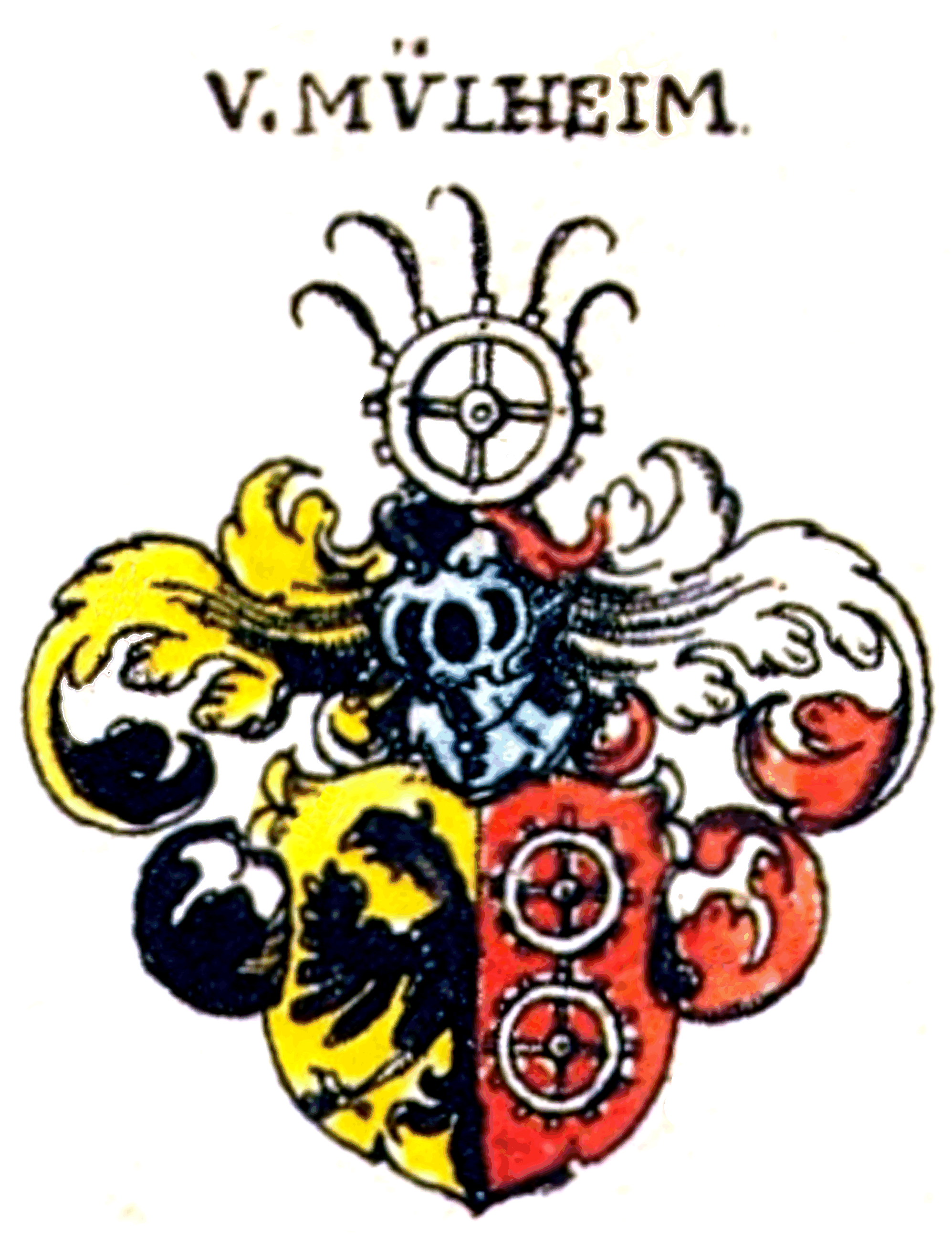
Wappen derer von Mühlheim

Mü(h)lheim war der Name eines alten, weitverzweigten schlesischen Uradelgeschlechts und Breslauer Patriziergeschlechts. Die in den Landadel aufgegangene Familie ist vor 1700 im Mannesstamm erloschen. Zu den elsässischen Adelsgeschlecht und Straßburger Patriziergeschlecht Mühlheim besteht keine Verwandtschaft.

## Geschichte
Pusch vermutete eine Herkunft aus dem Landadel. Demnach war das uradelige Geschlecht kurz nach der Gründung von Breslau zugezogen. Von 1287 bis 1334 waren acht Angehörige im Rat vertreten. Als erster erscheint 1274 in Breslau Heidenreich bzw. Heidenricus, Sohn von Junge von Mühlheim. Laut Urkunde des Breslauer Herzogs Heinrich VI. vom 3. November 1327 verkaufte Hedwig, Witwe des Breslauer Bürgers Heidenreich von Molheym, das Dorf Schiedlagwitz, welches die Molenheym seit längst vergangenen Zeit besessen hatten, mit allen Rechten an den Breslauer Bürger Johann Plesslini. Helwig von Mühlheim soll Anfang des 14. Jahrhunderts die Mollensdorf-Mühlheimische Handelsgesellschaft gegründet haben, das älteste Unternehmen dieser Art in Breslau. Mitte bis Ende des 14. Jahrhunderts waren die Mühlenheim abgewandert und gingen wiederum im Landadel auf.
Eines der ältesten Landgüter im damaligen Herzogtum Schweidnitz im Besitz der Mühlheim war Puschkau. Nach der Liegenschaft führten Linien den Beinamen Puschke bzw. Buschke. Gauhe nennt Johann von Mühlheim, 1384 Landprior des Deutschen Ordens. 1447 besaßen das Stammgut Puschkau Georg und Johann von Mühlheim. 1588 war Dietrich von Mühlheim Landesältester der Fürstentümer Schweidnitz-Jauer. Im 16. Jahrhundert blühten die Mühlheim in folgenden drei Linien: Pliswitz, Metschkau, Diesdorf, Zuckelnick und Preilsdorf im Weichbild Striegau, die mit Heinrich von Mühlheim nach 1659 erloschen ist; Domanze und Hohenposeritz im Weichbild Schweidnitz aus der Kaspar von Mühlheim 1626 erwähnt ist, sowie Laasan und Groß-Ellgut im Weichbild Reichenbach aus der 1680 Georg und Christoph von Mühlheim nachgewiesen sind.

## Wappen
- Wappen a): Gespalten, vorn in Gold ein schwarzer Adler am Spalt; hinten in Rot zwei silberne Mühlräder mit vier Speichen und acht Schaufeln übereinander gestellt. Kleinod: silbernes Mühlrad auf der Krone, die oberen Schaufeln je besteckt mit schwarzen Hahnenfedern. Decken: schwarz-golden und rot-silbern. (statt der Hahnenfedern auch auf der obersten Schaufel ein Busch von drei oder fünf Straussenfedern).[11]
- Wappen b): Gespalten: vorn in Gold der schwarze Adler am Spalt; hinten in Schwarz ein goldenes Mühlrad. Kleinod: das Mühlrad auf der Krone, die oberen fünf Schaufeln besteckt je mit schwarzer Hahnenfeder: Decken: schwarz-golden.[12]